# Mens Nostra
 Mens Nostra  è un'enciclica di papa Pio XI, promulgata il 20 dicembre 1929, dedicata agli esercizi spirituali e alla loro importanza nella vita dei cristiani come « mezzo preziosissimo di rinnovamento individuale e sociale ».
Così Giovanni Paolo II dichiarava in occasione del 50º Anniversario dell'enciclica, nell'Angelus del 16 dicembre 1979: « Il prossimo 20 dicembre ricorre il 50º anniversario della pubblicazione dell'Enciclica Mens nostra del mio venerato predecessore Pio XI sugli Esercizi Spirituali… Pio XI raccomandava il metodo di sant'Ignazio, guida sicura in questo cammino per lo speciale carisma ricevuto da Dio a vantaggio di tutta la Chiesa. Da tale storico documento, pastori d'anime e istituti religiosi hanno preso ispirazione e incoraggiamento ad aprire case di esercizi, che si possono ben definire “polmoni della vita spirituale” per le anime e per le comunità cristiane, poiché gli esercizi sono un insieme di meditazioni e di preghiere nell'atmosfera di raccoglimento e di silenzio, e soprattutto una particolare spinta interiore suscitata dallo Spirito Santo per aprire ampi spazi dell'anima all'azione della grazia… Spero che la ricorrenza di questo cinquantesimo sia provvidenziale occasione perché sacerdoti, religiosi e laici continuino ad essere fedeli a questa esperienza e le diano incremento: faccio questo invito a tutti i sinceri ricercatori della verità. La scuola degli esercizi spirituali sia sempre un efficace rimedio al male dell'uomo moderno trascinato dal vortice delle vicende umane a vivere fuori di sé, troppo preso dalle cose esteriori; sia fucina di uomini nuovi, di autentici cristiani, di apostoli impegnati. È il voto che affido all'intercessione della Madonna: la contemplativa per eccellenza, la maestra sapiente degli esercizi spirituali ».